# ویکرا
ویکرا (به انگلیسی: Vayakkara) یک روستا در هند است که در Kannur district واقع شده‌است.

## خصوصیات
ویکرا ۱۷٬۰۴۴ نفر جمعیت دارد.